# トルクメニスタン料理
トルクメニスタン料理は、トルクメニスタンとその周辺国で食されている料理であり、本項ではその概要を述べる。

## 特徴

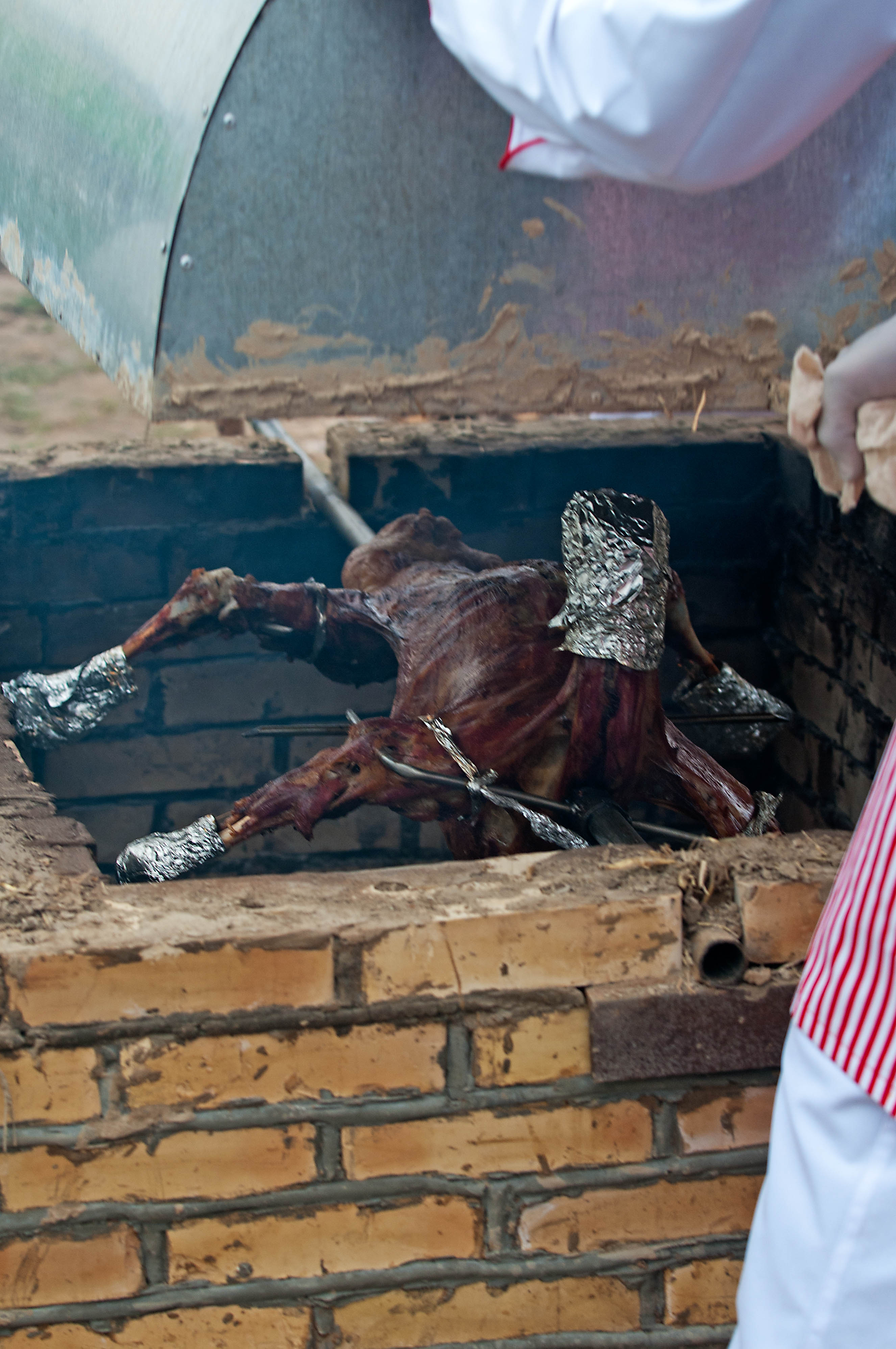
羊肉料理の一部。オーブンを使用した際の調理例

トルクメニスタンの料理は香辛料やシーズニングの多用があまり一般的ではなく、料理の香りづけにはコットンシードオイルを多用することが多い。加えて中央アジアに位置するウズベキスタン、タジキスタン、キルギス、カザフスタンといった国々の食文化と類似点が見られる。
米料理のプロフ (Plov) は主食として毎日の食卓に上る料理であり、結婚式などの慶事の際にも振舞われる事が多い。プロフは羊肉、人参、米などをダッチオーブンに似た鉄製の大釜で炒めた後、炊きあげて作る。他の米料理にはパラオ (Palaw) と呼ばれる炊き込み飯がある。
肉料理には豚肉、鶏肉、羊肉、魚肉を木炭を用いて焼き、輪切りにした生の玉ねぎやビネガーを使ったソースを添えたシャシリクや油で揚げ焼きにして作るコクマック(Kokmach)、羊肉を脂で揚げたカウルマ(ka'urma)と呼ばれる料理、バステュルマと呼ばれるジャーキーがあり、これはレストランで一般的に見られる他、通りの屋台でも販売されている。
乳製品には、スズマと呼ばれるサワークリームのようなものやチーズに似たブロンザなどがある。
汁物（スープ）の料理にはシュルパ・コウルデュク・ドグラマ(dograma)・ガイナマ(Gainatma,Gaynatma)・ケッレ=バシュ・アヤック(Kelle baş ayak)・クウルマ(ku'urma)がある。シュルパは肉と野菜、ドグラマはパンと肉類をメインに、ケッレ=バシュ・アヤックは羊（主に頭と足の部位）をメインに煮込んだ伝統的なスープ料理であり、クウルマはシチューに似た煮込み料理で、過酷な気候の土地柄から塩分を強めに効かせているのが特徴でもある。
小麦粉の加工料理にはマンティ・サムサ・ベレク(börök)・フィッチ(Fiççi)、麺料理にはベルメシェール・パロー(palow)があり、その他の料理として、グタプ (Gutap、ホウレンソウが中に入っていることが多い) ・ イシュリクリ (ishlykly) ・ チプティと呼ばれるパイ包み料理が存在する。
マンティはひき肉や玉ねぎ、かぼちゃなどの具材を包んだ餃子に近い料理で、ベルメシェールはパスタをベースに肉類や野菜を 調理における４つの基本技法（揚・炒・煮・蒸）で加工して作る麺料理で、同国で唯一「近隣諸国の影響」を受けている料理でもある。
これらの幅広い料理がレストランやバザールで見ることができる。上に述べた料理の幾つかは移動の際にも食べることができることから観光客やタクシードライバーに人気があり、しばしば道端の屋台で見かけることができる。
なお、トルクメニスタンのレストランでは諸外国の料理も見受けられることがあり、主にペリメニやグレチュカ・ゴルブツィー、マヨネーズをベースにした多様なサラダなどのロシア料理が提供されることが多い。また、ウイグルの麺料理であるラグマンも屋台などで見かけることが出来る。
全体的な食事情としては地方都市と首都でその差が激しくなっている面がある。

## メロン

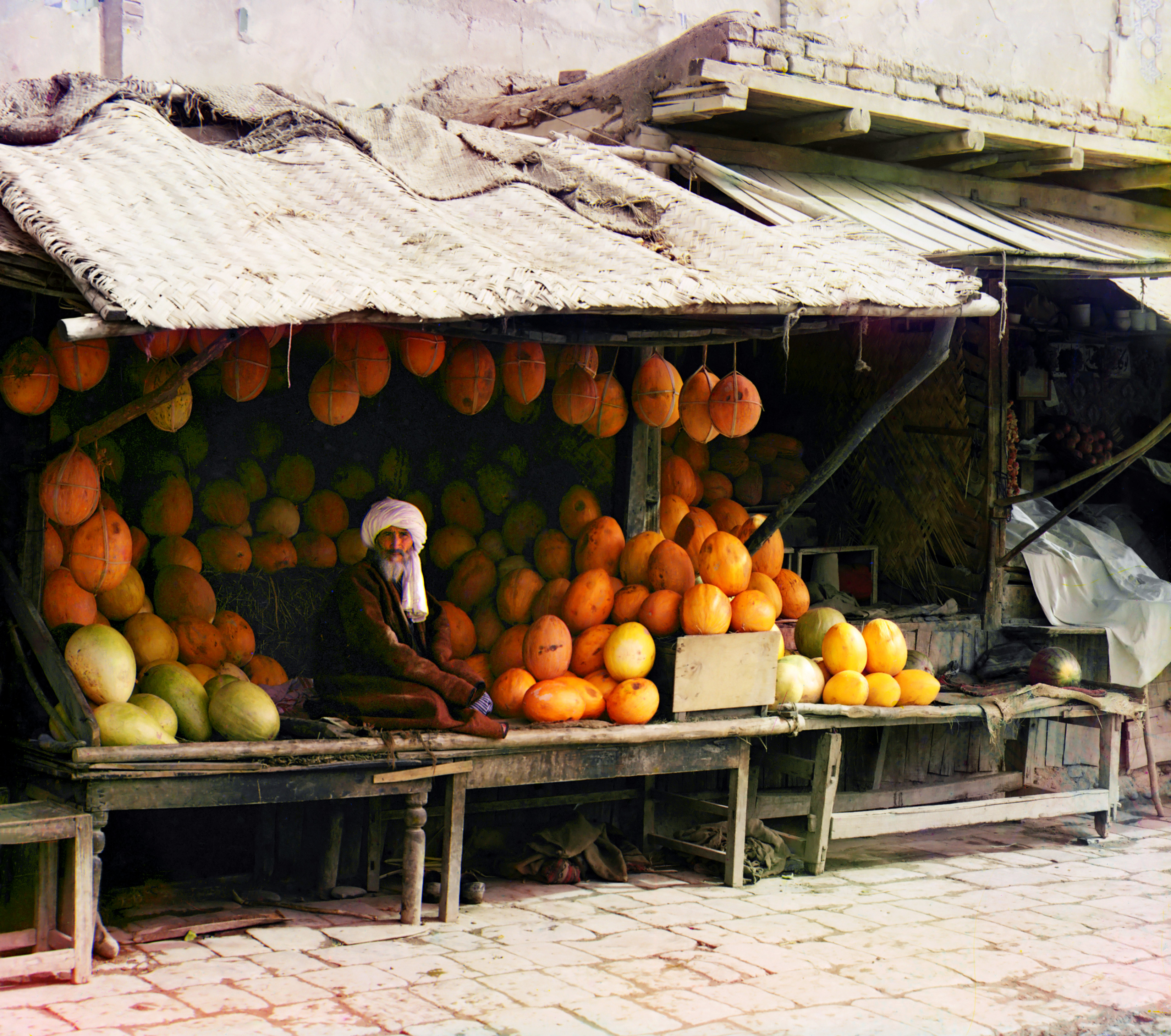
サマルカンド出身のメロン売り、中央アジア (1915年以前)

食の領域において、トルクメニスタンの特産品と呼べるものはソビエト連邦時代に大規模な栽培が行われていたメロンである。現在では輸出量が減少しているものの、トルクメニスタンにおいて国の誇りをかけた特産品と呼べるものであり、トルクメニスタンにはメロンの日という祝日がある。トルクメニスタン政府によれば、国内では400以上の品種のメロンが栽培されているという。

## パン

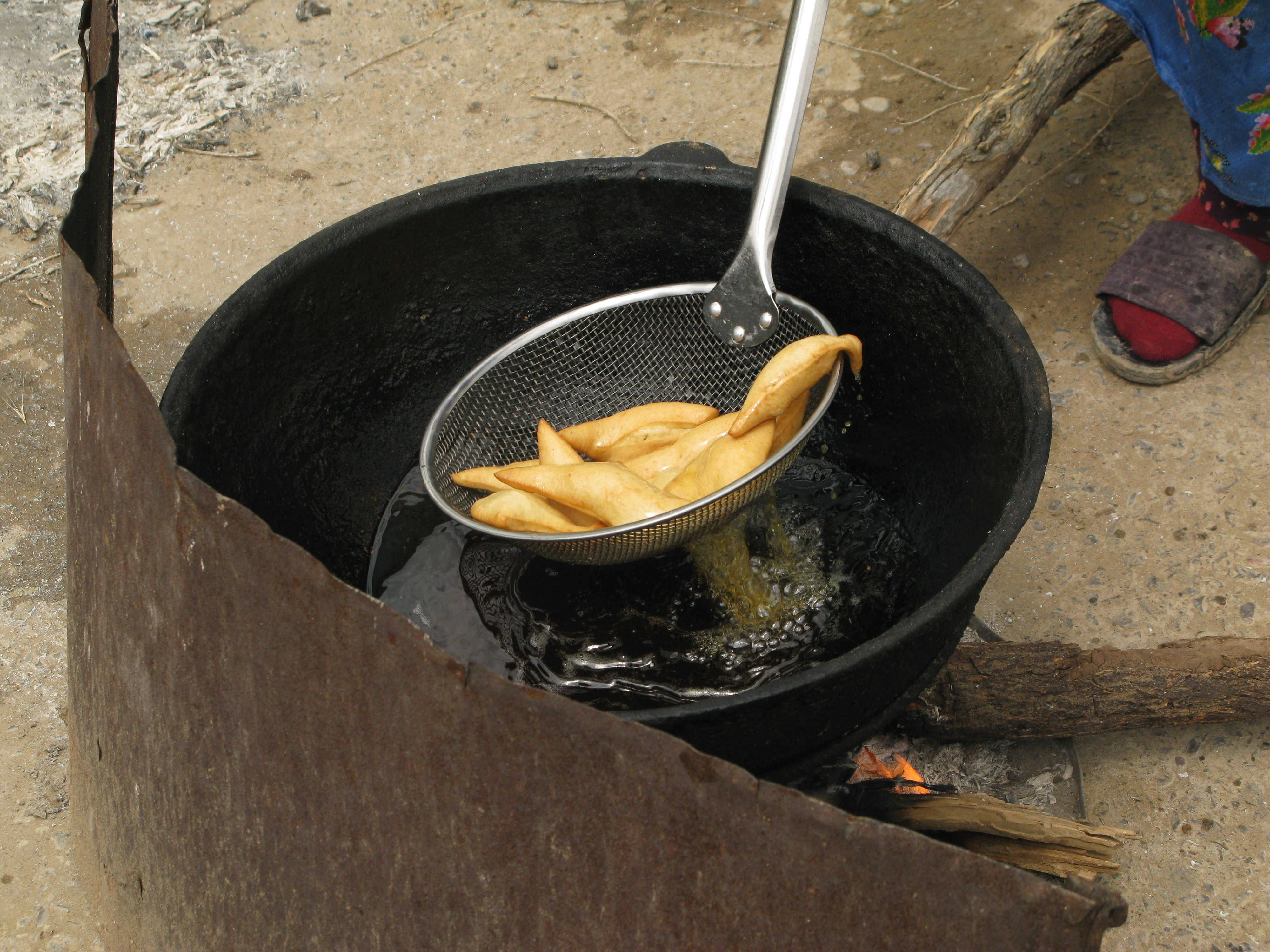
トルクメニスタンの揚げパン「プイシメ」

食事は必ずといっていいほど中央アジアの平たいパンであるナーン (nān) とともに供される。トルクメニスタンのナーンは中央アジアの他地域のナーンよりも若干薄く、伝統的なタンドュル(Tamdyr)と呼ばれる釜で焼いて作られる。
ナーンは、インドで作られるものに似通った形状のペティール(Petir)と呼ばれるパンが一般的であるが、ペティールはインドのナーンに比べると若干ながら厚めとなっている。チュリョク(çörek)と呼ばれるパンはペティールに次いで一般的なパンであるが、ずっしりとした重みがあって板のように固く中央に花輪のような円形の飾りが入っているのが特徴。プイシメ(Pishme)と呼ばれるパンは、生地を油で直接揚げたパンで大衆的なものの一つとして国民に知られている。タンドュル=ペティル・チョリョク(Tamdyr petir çörek)は料理用に使われるパンで、その名の通りペティールとチョリョクの中間の質感を持つ特徴があり、単に「ペティル・チョリョク」とも呼ばれている。このパンは主にドグラマの材料として用いられており、犠牲祭の時に作られることが多い。キュルチェ(külçe)と呼ばれるパンは材料に卵を加えたもので、卵を入れていること以外はペティールやチョリョクと同じであり、これもタンドュルで焼き上げるスタイルとなっている。
イャグルィ・チョリョク(Ýagly çörek，「油パン」の意) はバターを使用して薄焼きパンを何層にも重ねたものである。ヤーリ・チョリョク(etli çörek)と呼ばれる羊肉を中に詰めたパンは単独の料理として供されることがある。
他にはカトゥラマ(katlama)、ポスク(possuk)と呼ばれる砂糖をまぶした揚げパン、ライ麦で作ったチャパッドと呼ばれる細長いパンや同じくライ麦から作られるエクメク(ekmek)という揚げパンが存在する。
パンは、トルクメニスタン料理において象徴的な料理であり、同国においてパンを蔑ろ（ないがしろ）にするような食べ方は行儀が悪いと考えられていて、パンを上下逆さにすることは失礼に当たる行為となっている。また、パンの準備の仕方やその供出方法には多くの仕来たりが存在する。

## スイーツ
ロシアとトルコの文化形式を受け継ぐ面を持つ。トルクメニスタンでは濃い甘さの味付けを施した菓子類が多く、その種類も一口で食べられるサイズのものからホールケーキなどの巨大なものに至るまで様々である。
また伝統的なものとして桃の形をした菓子があり、これは地元において祝い事の席などで提供される一品として知られている。一方で、菓子の一部には見た目が日本の和菓子に似通うものがあり、街頭の店舗で販売されているものに見受けられることが多い。傍らでドライフルーツも多く扱われており、これはナッツ類に並んで消費量の高いものとなっている。

## 飲料
トルクメニスタンでは、茶が食事中や旅行の休憩など様々な場面で飲用されており、中央アジアの他の国々と同じく緑茶が飲まれることが多く、時間に関係なく飲用する。トルクメン語では茶をチャイ (chai) と呼び、緑茶はゴクチャイ(gok chai)と呼ばれていて、しばしばミントなどの香草を添える形で提供される。ダショグズ地方では、飲料水に多量の塩分が含まれていることが多いことから、牛乳をカザフスタイルで飲用することが多い。また、茶の飲み方には独自のマナーが設けられていることも特徴となっている。
ケフィアに似たヨーグルト状飲料のガツィク （Gatyk）は朝食で提供されることが多く、ベレクの調味料として、もしくはスズマの代わりにマンティの上にかけて食べることが多い。
加えて現在、ミネラルウォーターやジュース類を国内で生産していることから、飲料のカテゴリーは中央アジア各国の中で比較的豊富な方であるといえる。
しかし、国民的な飲料と呼ばれるものはラクダの乳を発酵させたチャルであり、酸味のある白い発酵飲料である。チャルは作成に特殊な工程が必要である上に日持ちがしないことから、チャルを国外へと輸出する際には大きな困難が伴う。チャルはキルギスの飲料であるショロ (shoro) に類似点が見られる。トルクメン人はチャルの表面からアガラン (agaran、バターの一種) を取り出すことを好むとされている。
チャルの作成方法やその冷却効果に関しては以下の様な記述がある。

### 酒
ヴォトカは、低価格である為にトルクメニスタン国内で最も人気の高い酒である。続いてビール類、ワイン、ブランデー、スパークリングワイン (шампанское)の順に人気がある。
トルクメニスタンではワインやブランデーが醸造されており、ワインやブランデーを作る際に用いられるブドウには数多くの固有種（Gara Yzyum、Aleatiko、Matrasa、Tavkeri、Terbashなど）が存在する。ビールはロシア産ならびトルコ産のものが主流となっている。